# Oleg Troianovski
Oleg Aleksándrovich Troianovski (en ruso: Оле́г Алекса́ндрович Трояно́вский, Moscú, 24 de noviembre de 1919-ibídem, 21 de diciembre de 2003) fue un diplomático soviético, que se desempeñó como representante permanente de la Unión Soviética ante las Naciones Unidas entre 1977 y 1986.

## Biografía
Era hijo de Aleksandr Troianovski, primer embajador de la Unión Soviética en Estados Unidos entre 1934 y 1938. En ese período, Oleg asistió a la escuela Sidwell Friends y al Swarthmore College. Posteriormente estudió en el Instituto de Filosofía, Literatura e Historia de la Unión Soviética y en el Instituto Militar de Idiomas Extranjeros. Sirvió dos años en el Ejército Rojo y en 1944 se unió a la Comisaría del Pueblo de Asuntos Exteriores.
Fue editor y traductor en el Sovinformburó, formando parte en 1944 de un comité conjunto de guerra psicológica contra la Alemania nazi, instalado en Londres tras un acuerdo entre Estados Unidos y la Unión Soviética. Después de la Segunda Guerra Mundial, fue secretario de un juez soviético del Juicio de Núremberg y traductor en las Conferencias de París de 1946.
Entre 1947 y 1951 trabajó para Viacheslav Mólotov y luego integró el comité editorial de la revista ‘’News’’. En abril de 1953 fue designado viceministro de relaciones exteriores. Entre 1958 y 1966 fue asistente e intérprete de Nikita Jrushchov, y luego de Alekséi Kosyguin.
Fue embajador soviético en Japón entre 1967 y 1976. El 6 de enero de 1977 presentó sus cartas credenciales como representante permanente de la Unión Soviética ante las Naciones Unidas, ante el secretario general Kurt Waldheim. En 1983 vetó un proyecto de resolución que condenaba el ataque soviético al vuelo 007 de Korean Air.
Fue presidente del Consejo de Seguridad de las Naciones Unidas durante los meses de enero de 1977, febrero de 1978, junio de 1979, octubre de 1980, enero de 1982, febrero de 1983, mayo de 1984 y agosto de 1985.
Fue embajador soviético en la República Popular China desde 1986, hasta que se retiró del servicio diplomático en 1990.

## Condecoraciones
Recibió dos Órdenes de Lenin (en 1976 y en 1982), la Orden de la Revolución de Octubre (en 1979), tres Órdenes de la Bandera Roja del Trabajo (en 1951, 1966 y 1989), la Orden de Honor (1969) y varias medallas.

## Publicaciones
- Через годы и расстояния (A través de los años y las distancias). Ed. Vagrius, Moscú, 1997.[6]